# Вакуленчук (посёлок)
Вакуленчу́к (укр. Вакуленчук) — посёлок в Чудновском районе Житомирской области Украины. 17 июля 2020 года в результате административно-территориальной реформы Чудновский район был упразднён и населённый пункт вошёл в состав Житомирского района. Основан в 1952 году как военный посёлок. До 1984 года назывался Великие Коровинцы-2, после чего получил статус посёлка городского типа и был переименован в Вакуленчук в честь земляка Григория Вакуленчука — участника революционного движения на Черноморском флоте, одного из организаторов «Севастопольской матросской централки».

## История
В этой местности, в живописном Полесском лесу (прежнее название «Богдановский лес») с 1936 года расположились 920-е артиллерийские склады окружного подчинения. В хранилищах и капонирах в основном сохранялись снаряды крупных калибров. Территория леса была занята под склады, была режимной и скрытой от людского глаза: густой лес обеспечивал отличную маскировку и с земли, и с воздуха.
С началом Великой Отечественной войны, войска немецких захватчиков стремительно продвигались по территории западных областей Украины. На территории артиллерийских складов проводилась напряжённая работа по вывозу боеприпасов в войска и их рассредоточение на случай обеспечения безопасности от авиационных ударов. Из окрестных сёл Пилиповки, Пятка, Рачки, Великие Коровинцы были мобилизованы люди и конные сельские подводы для транспортировки снарядов. Хотя работа проводилась днём и ночью, и командование не успевало выполнить эти задачи.
Воинские подразделения вермахта на протяжении 5—6 июля появились в селе Пилиповка. Накануне появления передовых отрядов немецких войск командование 920-го артиллерийского состава выполнило приказ Ставки Верховного Главнокомандования ничего не оставить врагу: хранилища с боеприпасами были подорваны. В течение 2 недель шла детонация боеприпасов. От тяжёлых взрывов содрогалась земля и гудел вековой лес. Грохот канонады был слышен в радиусе более 20 километров.
Возрождённая после Великой Отечественной войны армейская структура получила название Артиллерийская база № 12; среди командиров базы были подполковник Воеводин, подполковник Быков подполковник Шадзевский. В дальнейшем артиллерийской базой командовали: подполковник Уманский Арон Моисеевич и подполковник Григорьев Григорий Семёнович.
Именно подполковнику Григорьев Г. С. выпала судьба получить приказ старшего командования о начале строительства арсенала такого рода войск, оружие для которого ещё только разрабатывалось в проектных институтах и конструкторских бюро Советского Союза, а первые образцы её ещё часто состояли вручную — это было ракетное оружие. Над вековечным лесом разгоралась заря новой эпохи, которой лишь впоследствии политики и историки дали название эпохи ракетно-ядерного перевооружения. По решению Правительства и Министерства обороны создавался новый вид ВС СССР — Ракетные войска стратегического назначения.
Масштабные задачи построения арсенала сразу стали требовать новых рабочих рук. Из окружающих сёл начали набирать сотрудников в военную часть. В 1961—1962 годы было принято решение расширить техническую территорию, потому что объёмы выполняемых работ не вмещали всего оборудования механизмов. Проводное заграждение переносилось на новое место. Опять расчищали лес, выставляли столбики, натягивали колючую проволоку. Масштабные задачи построения арсенала сразу стали требовать новых рабочих рук. Из окружающих сёл начали набирать сотрудников в военную часть. Условия военного и международного противостояния, впоследствии воздушного и космического шпионажа между СССР и США, требовали строгого соблюдения режима секретности. Завесой тайны были закрыты все меры служебного и производственного характера. Чтобы скрыть боевое назначение арсенала, дважды в месяц из ворот его КПП выходила автоколонна с прицепными пушками, осуществляла маршрут по сёлам, якобы в лесу находится артиллерийская часть. Строго был поставлен подбор работников к арсеналу. Ветераны части Лепский В. Н. и Грабовский А. М. вспоминали, что чтобы попасть на работу, мужчинам из ближайших сёл в часть в кадровый и режимный органы арсенала представлялись две партийные характеристики сельских коммунистов. Не менее 3-х месяцев кандидат проверялся оперуполномоченным органов государственной безопасности. Внутри арсенала действовала система пропусков, которая определяла допуск персонала только в предназначенные для них зоны или хранилища. Ветераны вспоминают единичные случаи, когда из части освобождали работников, неверно или ошибочно указавших свои биографические сведения, или скрывших сведения о родственниках за границей.
До 1960 года адрес части была засекречен как Львов-50. Не позволялось ничего фотографировать. Первое наземное оборудование к ракетам поступало по готовности хранилищ и лабораторий. Испытания проводились согласно графиков, несчастных случаев не было. Ракеты поступали в специальных вагонах с заводов-изготовителей, расположенных в таких городах как Днепропетровск, Омск и др. Летом 1955 года на арсенал была доставлена первая ракета — образец 8А11, с дальностью полёта 250 километров. Как вспоминают ветераны, она называлась «единичка» и была несколько усовершенствованной копией немецкой ракеты ФАУ-2. Ракета была окрашена в характерную в то время зелёную краску, имела двигатель, где горючим использовался спирт, а окислителем — жидкий кислород. «Единичка» была непродолжительной, но важным этапом хранения и обслуживания ракетного вооружения. Именно на образце 8А11 отрабатывался технологический процесс, инженерно-технический персонал арсенала добывал первых практических навыков испытания и обслуживание ракетных систем, агрегатов и механизмов. Ракетные партии принимались с заводов-производителей по следующему принципу: 19 ракет ставились на хранение, а 20-я отправлялась на полигон для практических пусков и предоставление реальной оценки боеспособности полученной партии. Этот тип ракет пробыл в эксплуатации на арсенале около двух лет. В 1956—1957 годы оборонная промышленность начала поставлять на перевооружение ракетных войск ракету 8Ж38, в которой удалённость пуска была увеличена уже до 600 километров. Более совершенным была система управления, стартовое оборудование. В начале 60-х годов почти непрерывно в арсенал поступали более совершенные и модернизированные ракеты — образцы 8К54, 8К63, 8К65 удалённость пуска последней уже достигала до 1800 километров. На арсенале одновременно хранилось до 118 ракет с ядерными боеголовками. Сначала под крышей арсенала сохранялись как ракеты различного класса, так и боеголовки к ним. С образованием соответствующего управления только в 1954 году часть была полностью укомплектована по штату и принимает на хранение и обслуживание первые ракеты типа Р-1 (8А-11).
Ракетная база развивалась в чрезвычайных условиях секретности. Для приёма ракет перестраивается железнодорожная станция Михайленки. Строительная территория была замкнута двумя рядами колючей проволоки. Каждые 200 метров круглосуточно находились под присмотром охранников с пулемётами ГТПШ, вторая линия охранялась сторожевыми собаками и специально выделенным военным вооруженным отрядом. Воздушное пространство над арсеналом закрыто для гражданских и военных самолётов. Территория части и подступы к ней охранялись двумя стрелковыми ротами охраны и взводом вожатых стражей собак, которые несли службу по внешнему периметру в ночное время и проверяли неприкосновенность прилегающей части лесополосы. Вокруг технической территории установлен защитный коридор с электризованными системами охраны.
За шесть лет было построено 48 добротных зданий, в которых разместились цеха, лаборатории и отделы хранения, построены разгрузочные рампы, котельная, проложены железнодорожные пути. Построенный за эти годы комплекс дал возможность не только принимать, но и проводить регламентные работы и конструкторские доработки первых стратегических ракет, совместно с конструкторскими бюро проводить их усовершенствования. Работа со специалистами заводов-производителей значительно повысила уровень квалификации обслуживающего персонала. Авторитет части вырос и доказал правильность решения о его создании. В 1977—78 годах на базе хранилища №10 в\ч 14247 был открыт цех по утилизации снятых в СССР с вооружения стратегических двухступенчатых ядерных ракет 8к64с, с дальностью полёта до 16 000 км. Их свозили в гарнизон, которым командовал генерал-майор Юрьев. Приборы, снятые с ракет, учитывались и складировались, а корпуса и оснастка ракет разбиралась на части, резалась на мелкие куски и вывозилась на самосвалах ЗИЛ-130 на ж/д. ст. Бердичев для отправки на переплавку, как металлолом. Параллельно велись работы по перестройке хозяйственной территории. Были возведены 2 казармы для личного состава срочной службы, 3 учебных корпуса, солдатская столовая, офицерский и солдатский клубы, санитарная часть, караульное помещение, пожарное депо, солдатская чайная. В это же время начинается перестройка посёлка. Появилось первых 6 жилых домов, кафе-столовая. В 1952 году была открыта школа, в то время была начальной. Под неё было отведено две комнаты в бараке. Работало два класса, в которых обучалось 15 учеников 1—4 классов. Осенью 1956 года в помещении начальной школы открыли вечернюю среднюю школу. Тот, кому война не дала возможности учиться, продолжили своё обучение в средней вечерней школе. Вечернюю школу окончили более 200 жителей поселка. В 1958 году школа из начальной перерастает в семилетнюю. Увеличивалось население посёлка, рос ученический и педагогический коллектив. Старое помещение школы не могло удовлетворить потребностей, встал вопрос строительства новой школы. Памятным для воспитанников, педагогов школы и жителей посёлка был сентябрь 1962, когда открылась новая средняя школа с просторными, светлыми классами, прекрасными спортивными и актовыми залами, столовой. Ежегодно помещение школы ремонтируется, меняется, украшается, приобретает новый вид. Сегодня в школе работает 17 кабинетов, мастерская, спортивный зал, столовая, кабинет обслуживающих работников, библиотека. В актовом зале проходят воспитательные мероприятия, вечера отдыха, праздники, концерты. В помещении учительской проходят педагогические совещания, методические объединения.
До 1984 года посёлок назывался Великие Коровинцы-2, так как находился вблизи пгт Великие Коровинцы. 4 августа 1984 получил статус пгт и переименован в Вакуленчук в честь земляка Григория Вакуленчука — участника революционного движения на Черноморском флоте. Вакуленчук Г. Н. в 1900 году был назначен комендором на броненосце «Потёмкин».
В январе 1989 года численность населения составляла 2393 человека.
На 1 января 2013 года численность населения составляла 2039 человек.
Сегодня посёлок имеет 29 жилых домов, в которых проживает около 2-х тыс. жителей, детский сад, амбулатория, дом культуры, развитую социальную инфраструктуру.

## Транспорт
Рядом с пгт в 5 км проходит Юго-Западная железная дорога, на которой имеется остановочный пункт Вакуленчук.